# Lidija Lipkowskaja

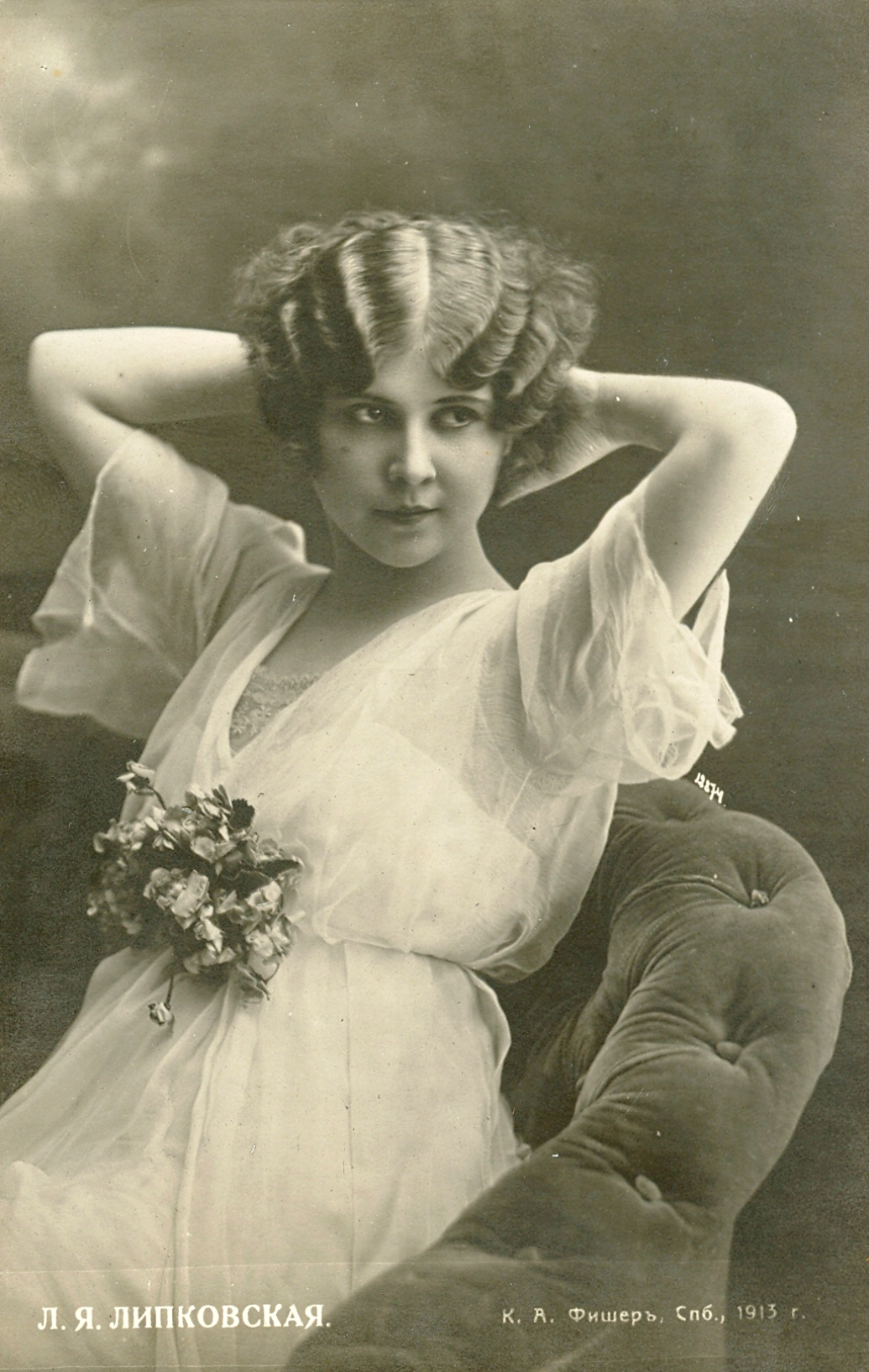
Lidija Jakowlewna Lipkowskaja, 1913

Lidiya Jakowlewna Lipkowskaja (Russisch: Лидия Яковлевна Липковская. Ukrainisch: Лідія Яківна Липковська; * 10. Mai 1882 in Babyn; † 22. März 1958 in Beirut) war eine russisch-rumänische Opernsängerin und Koloratursopranistin ukrainischer Herkunft.

## Biografie

Lidija Lipkowskaja in Music News, 1921

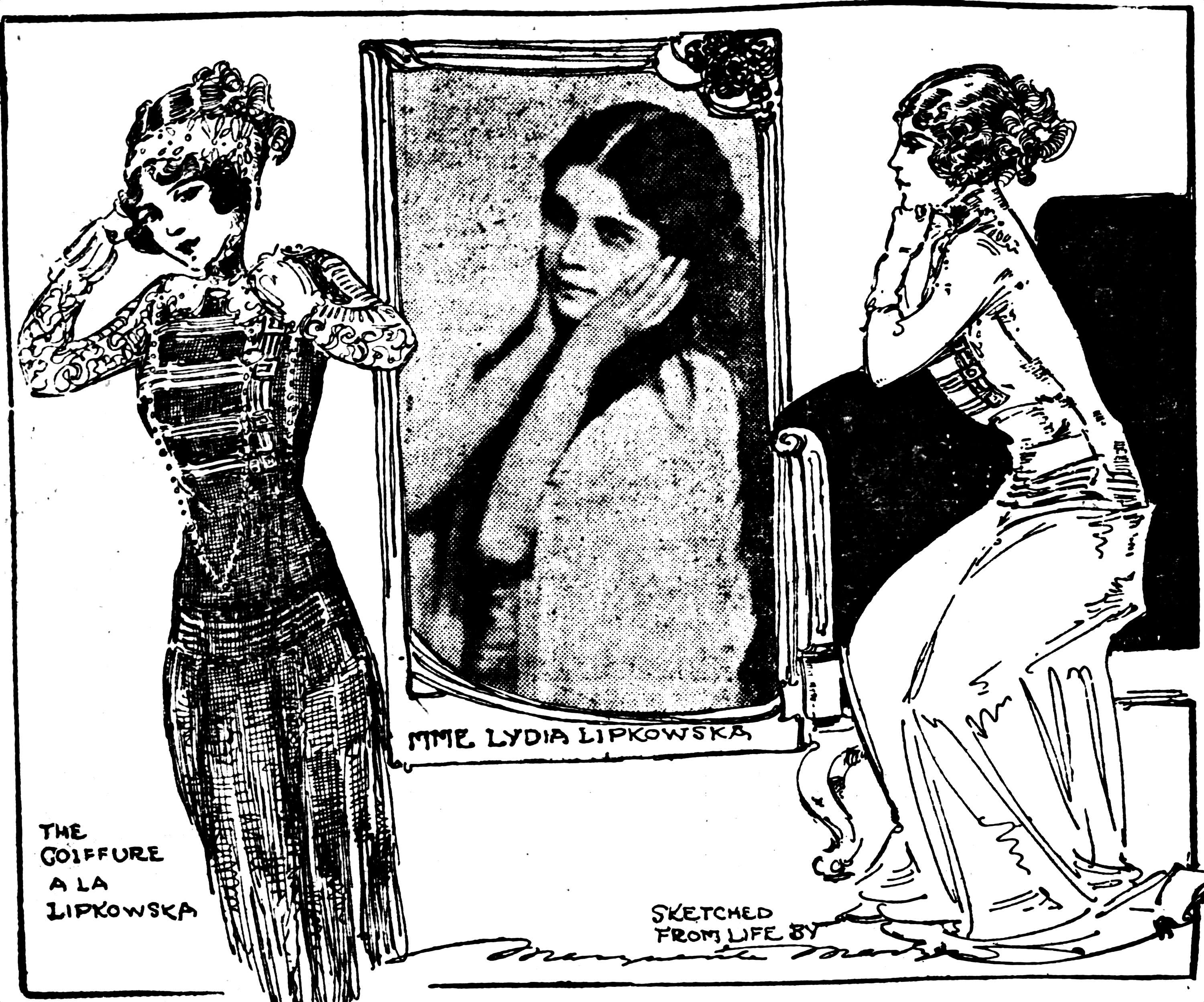
Lipkowskaja in Zeichnungen von Marguerite Martyn, mit einem Foto, 1910

Lidija Jakowlewna Lipkowskaja wurde im bessarabischen Dorf Babyn bei Kelmenzi geboren, wo ihr ein Museum  gewidmet ist. Sie stammte aus einer Familie von Lehrern und hatte drei Schwestern und vier Brüder. Ihre Tante war Marija Sankowezka, eine  ukrainische Schauspielerin. Sie besuchte das Mariinsky Mädchengymnasium in Kamjanez-Podilskyj, wo sie im Kirchenchor sang und auch Solos erhielt und durch ihre Stimme Aufmerksamkeit erlangte. Die Anwohner nannten sie „Singvogel“. Nach der Schule wurde sie am Sankt Petersburger Konservatorium ausgebildet, wo sie zusammen mit Natalija Irezkaja, einer Schülerin von  Pauline Viardot, studiert haben soll. Von 1906 bis 1908 und noch einmal von 1911 bis 1913 trat sie im  Sankt Petersburger Mariinski-Theater auf. Für die Metropolitan Opera in New York City war sie von 1909  bis 1911 verpflichtet. Ihr Debüt am Metropolitan bestritt sie als Violetta in La traviata am 18. November 1909, zusammen mit Caruso als Alfredo. Als Gastkünstlerin sang sie zudem 1909 bei der Boston Opera Company und 1910 bei der Chicago Grand Opera Company. Während ihrer Zeit in Boston benannte das The Lenox Hotel zwei seiner Gerichte nach ihr, den „Lidija-Becher“ und das „Soufflé à la Lipkowskaja“. Dagegen ging sie mit einer Unterlassungsklage vor, da die Gerichte „ihrem Ruf schaden und sie der Lächerlickeit aussetzen“ würden. 1911 gab sie ihr Debüt am Royal Opera House in London als Mimì in Giacomo Puccinis La Bohème.
1912 klagte sie gegen den New Yorker Gangster Sam Schepps wegen Zinswucher, weil dieser sich weigerte, ihr zwei Diamanten im Wert von 80.000 Dollar zurückzugeben, die sie bei ihm verpfändet hatte. Lipkowskaja gab an, von Schepps 12.000 Dollar geborgt und ihm die Diamanten als Pfand gegeben zu haben. Er verlange nun jedoch 5000 Dollar Zinsen, bevor er die Diamanten zurückgeben wolle. 1914 sang Lipkowskaja in der Weltpremiere von Amilcare Ponchiellis I mori di Valenza an der Opéra de Monte-Carlo.
Lipkowskaja entkam 1920 zusammen mit ihrem damaligen Ehemann Pierre Bodin aus der Sowjetunion und erreichte am 8. Februar 1920 New York auf der Adriatic der Reederei White Star Line. Bereits im September 1920 sang Lipkowskaja Gilda in Rigoletto bei der San Carlo Opera Company in Manhattan.
Nach ihrer Karriere setzte sie sich in Rumanien zur Ruhe, wo sie als Gesangslehrerin arbeitete. Zu ihren Schülerinnen gehörte die Sopranistin Virginia Zeani. Für eine Weile war sie mit dem Bariton Georges Baklanoff verheiratet. Sie starb im Alter von 75 Jahren in Beirut.